# Trasferimento nucleare
Il trasferimento nucleare o nuclear transfer è assieme alla fissione gemellare uno dei due metodi di clonazione che tutt'oggi si conoscono. Il trasferimento nucleare consiste nel trasferire il nucleo di una cellula (nel caso di Dolly venne utilizzata una cellula somatica) in una cellula uovo non fecondata, dopo aver eliminato o reso inattivo il nucleo preesistente. Tale tecnica di clonazione può assumere un'enorme importanza nell'ottica della realizzazione di trapianti di organi o di tessuti su pazienti.

## Differenze tra trasferimento nucleare e clonazione
Sia il trasferimento nucleare che la clonazione (che in questo particolare caso potremmo definire clonazione terapeutica) rappresentano un'importante applicazione nell'ambito delle scienze mediche. Ciò che distingue queste due tecniche è fondamentalmente la presenza di un embrione.
Nel caso della clonazione terapeutica un nucleo di una cellula viene impiantato in una cellula uovo che, prima di venire enucleata, era stata fecondata presentando così un assetto diploide. Questo non porta alla generazione di un embrione in quanto ci si ferma allo step precedente in vitro senza che avvenga l'impianto nell'utero di una femmina pseudo gravida.
Nel caso del trasferimento nucleare invece la cellula uovo enucleata non era stata fecondata e presentava pertanto un assetto aploide. La conseguenza è la creazione di nuove cellule dovute all'impianto del nucleo senza però la generazione di alcun embrione.
Decisamente questa differenza apre anche importanti problematiche di tipo etico e religioso.
A dimostrazione di questo in Italia ad esempio è ad oggi permessa esclusivamente la tecnica del trasferimento nucleare in ambito terapeutico. Grazie a questa tecnica si sono raggiunti ottimi risultati in ambito chirurgico soprattutto per quanto riguarda il trapianto di tessuti epiteliali ottenuti dalle stesse cellule del paziente coltivate in coltura grazie al trasferimento nucleare.